# Aposentadoria compulsória
Aposentadoria compulsória é uma imposição legal que obriga o trabalhador a afastar-se do posto de trabalho que até então ocupava. Fatos que levam à aposentadoria compulsória são: idade, doença física ou mental incapacitante, determinação judicial, entre outros.
A obrigatoriedade da aposentadoria também ocorre em religiões organizadas, como a Igreja Católica, na qual padres devem retirar-se aos 70 anos e bispos e arcebispos aos 75 anos.
A aposentadoria compulsória em virtude da idade do trabalhador é criticada por estudiosos que vêem na prática sinais de etarismo, ou seja, discriminação por idade.

## Brasil
A Constituição Federal de 1988 determina em seu artigo 40, §1º, inciso II, que todos os funcionários públicos da União, Estados, Municípios e Distrito Federal devem obrigatoriamente se aposentar ao atingir a idade de 70 (setenta) ou 75 (setenta e cinco) anos Esta imposição aplica-se às três esferas de poder (Executivo, Legislativo e Judiciário), na forma de Lei Complementar.
A lei complementar 152 de 2015 em seu artigo 2º institui como idade para aposentadoria compulsória 75 anos aos servidores descritos no parágrafo acima.
Não obstante, o art. 100 do Ato das Disposições Constitucionais Transitórias, acrescido pela Emenda Constitucional nº 88/2015, determina que até que entre em vigor a lei complementar de que trata o inciso II do § 1º do art. 40 da Constituição, os Ministros do Supremo Tribunal Federal, dos Tribunais Superiores e do Tribunal de Contas da União aposentar-se-ão, compulsoriamente, aos 75 (setenta e cinco) anos de idade, nas condições do art. 52 da CF.
A aposentadoria compulsória está disposta, também, no art. 51 da Lei nº 8.213/1991 (Regime Geral da Previdência Social), que trata da limitação do tempo de serviço por idade - 70 anos para o homem e 65 anos para a mulher, cujo requerimento é feito pelo próprio empregador um dia antes de o trabalhador(a) completar a idade limite estabelecida no caput do referido dispositivo.